# 小行星16809
小行星16809（16809 Galápagos）是一颗绕太阳运转的小行星，为主小行星带小行星。该小行星于1997年10月21日发现。

## 轨道参数
小行星16809的轨道半长轴为2.6452926 UA，离心率为0.061。